# Danny John-Jules
Daniel „Danny” John-Jules (ur. 16 września 1960 w Londynie) – brytyjski aktor, tancerz i piosenkarz, w Polsce znany najlepiej z roli Kota w serialu komediowym Czerwony karzeł. 

## Życiorys

### Kariera
Swoją karierę zaczynał jako tancerz występujący w musicalach i innych produkcjach wystawianych na scenach londyńskiego West Endu. W 1987 wygrał casting do roli Kota w serialu Czerwony karzeł. Jak sam wspomina, na przesłuchania przyszedł z półgodzinnym spóźnieniem, ubrany w garnitur swojego ojca z lat 40. Z miejsca został uznany za idealnego odtwórcę bohatera, który jest w serialu przykładem beztroskiego luzaka przewrażliwionego na punkcie własnego wyglądu. Występował w Czerwonym karle łącznie jedenaście lat, grając we wszystkich 52 odcinkach tej produkcji. W 1993 śpiewana przez niego piosenka z serialu znalazła się na liście 20 najchętniej kupowanych singli w Wielkiej Brytanii. 
W późniejszych latach grał także w innych serialach, których popularność nie wyszła jednak poza Wielką Brytanię. Najczęściej pojawia się na małym ekranie w adresowanych do dzieci kanałach CBBC i CBeebies. Okazjonalnie grywa również w filmach, a także udziela głosu postaciom z gier video.
Jesienią 2018 będzie brał udział w szesnastej edycji programu Strictly Come Dancing, będącego brytyjską wersją formatu Dancing with the Stars.

### Życie prywatne
16 lutego 2008 został zatrzymany przez londyńską policję pod zarzutem pobicia dwóch Polaków. Został skazany na 120 godzin prac społecznych, pokrycie kosztów sprawy sądowej w wysokości 350 funtów, a także na opłatę po 75 funtów dla każdego z poszkodowanych.